# Vechkaïma
Vechkaïma (Вешка́йма) est une commune urbaine de Russie de type bourg ouvrier située dans l'oblast d'Oulianovsk. C'est le siège du raïon du même nom et de l'établissement urbain de Vechkaïma. Elle comptait 5 783 habitants en 2021.

## Étymologie
Son nom provient du finno-ougrien vichka (petit) et de vichkine ved, ce qui signifie « petite rivière ».

## Géographie
Le bourg se trouve à 88 km au sud-ouest d'Oulianovsk, la capitale régionale, sur une hauteur entre les rivières Barych et Vechkaïma. Il possède une gare ferroviaire sur la ligne Oulianovsk-Inza.
Le village homonyme de Vechkaïma se trouve à 6 km au nord-ouest du bourg.

## Histoire
Vechkaïma s'est formé autour de la gare de Vechkaïma construite en 1898 et a pris le nom du village à côté qui est apparu comme sloboda dans la seconde moitié du XVIIe siècle. Au début du XXe siècle, il ne comptait qu'une vingtaine d'habitants travaillant pour la gare. En 1913, il y avait quatre foyers et vingt habitants. La gare servait surtout pour le transport du bois et de produits agricoles. Une école primaire est ouverte en 1921. Vechkaïma est organisé en 1924 en trois parties : le village ancien de Vechkaïma, le bourg de Zalesny et le bourg autour de la gare, aujourd'hui Vechkaïma. Celui-ci atteint 248 habitants en 1926. Le kolkhoze Mnogopolié est inauguré en 1930 fusionnant plus tard avec le kolkhoze Staline. Une usine de bois est ouverte en 1940. Le village croît rapidement après la guerre. Il devient le siège du raïon de Vechkaïma en 1957 et en 2005 de l'établissement urbain de Vechkaïma.

## Population
- 2002: 7 150 habitants
- 2010: 6 619 habitants
- 2013: 6 307 habitants
- 2016: 5 948 habitants
- 2019: 5 679 habitants
- 2021: 5 783 habitants

## Économie
Aujourd'hui, il existe plusieurs entreprises d'importance comme celle de réseaux électriques intersystèmes de la Volga moyenne (PS-500kV Vechkaïma), la raffinerie Vechkaïmski, une usine de transformation du bois, une ferme avicole, des entreprises agro-industrielles, une usine d'extraction et d'embouteillage d'eau de table minérale naturelle potable sous les marques Oulianka, Sila zemli, Bodrianka.

## Enseignement
Il existe deux écoles secondaires d'enseignement général et une école d'art.

## Lieux à voir
- Église orthodoxe Saint-Boris-et-Saint-Gleb[7], dépendant de l'éparchie de Simbirsk.
- Obélisque en l'honneur du quarantième anniversaire de la victoire de 1945 (1987)[8]
- Manoir des Rodionov[9], situé à Sosnovka dans la banlieue, inscrite au patrimoine architectural.